# Andrew R. Jones
Andrew „Andy“ R. Jones (* 16. Dezember 1972 in San Francisco, Kalifornien) ist ein US-amerikanischer Animator, der 2010 für den Film Avatar – Aufbruch nach Pandora und 2017 für The Jungle Book je einen Oscar erhielt.

## Leben
Er wuchs in Palos Verdes bei Los Angeles auf. Danach studierte er an der University of California, Los Angeles und machte 1995 seinen Abschluss im Bereich Design und Medienkunst in der zur University of California gehörenden School of the Arts and Architecture. Bereits während seines Studiums arbeitete er bei einer kleinen Firma in Brentwood, bei der er auch nach seinem Studium als Zeichner angestellt wurde. 1996 wechselte er zu der 1993 von Scott Ross, James Cameron und Stan Winston gegründeten Spezial-Effects Firma Digital Domain. Dort arbeitete er zu Beginn an verschiedenen kommerziellen Projekten, bevor er 1997 bei Titanic als Leiter des Bereichs Animation tätig war. Anschließend wechselte er zu Centropolis Effects, wo er die Leitung Animation für den Film Godzilla übernahm.
2001 folgte für die Firma Square USA der erste vollständig computeranimierte Kinofilm mit einer weitgehend realistischen Darstellung von Menschen, Final Fantasy: Die Mächte in dir. 2004 arbeitete er an I, Robot, für den er 2005 zusammen mit John Nelson, Joe Letteri und Erik Nash für den Oscar für beste visuelle Effekte nominiert war. In den darauffolgenden Jahren folgten Superman Returns, In meinem Himmel und Avatar – Aufbruch nach Pandora, für den er im Jahr 2010 zusammen mit Joe Letteri, Stephen Rosenbaum und Richard Baneham den Oscar für Beste visuelle Effekte erhielt. 2011 drehte er den Kurzfilm Parallel, in dem er Regie führte, das Drehbuch schrieb, für die Kamera und die digitalen Effekte zuständig war. 2017 gewann er für seine Arbeit an The Jungle Book einen zweiten Oscar.
Er ist verheiratet, hat zwei Kinder und wohnt derzeit in Fürigen in der Schweiz.

## Filmografie (Visual Effects / Animation)
- 1997: Titanic
- 1998: Godzilla
- 2001: Final Fantasy: Die Mächte in dir (Final Fantasy: The Spirits Within)
- 2004: I, Robot
- 2006: Superman Returns
- 2009: Avatar – Aufbruch nach Pandora (Avatar)
- 2009: In meinem Himmel (The Lovely Bones)
- 2011: Parallel (Regie, Kamera, Drehbuch, digitale Effekte)
- 2016: The Jungle Book
- 2019: Der König der Löwen (The Lion King)